# Parafia Narodzenia Najświętszej Maryi Panny w Bolminie

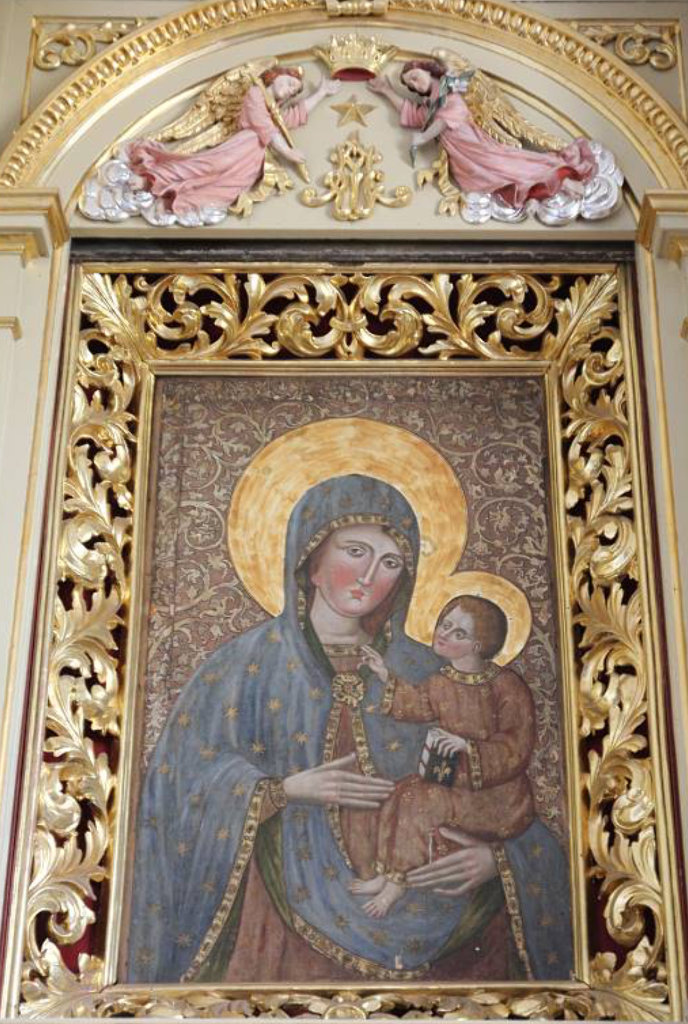
Obraz Matki Bożej Bolmińskiej

Parafia Narodzenia Najświętszej Maryi Panny w Bolminie – parafia rzymskokatolicka znajdująca się w diecezji kieleckiej, w dekanacie małogoskim.

## Historia
Parafia została erygowana w 1574 roku. Obecny kościół parafialny pw. Narodzenia NMP wzniesiono w 1604 roku. Jego fundatorem był Jan Brzeski, właściciel dóbr ziemskich w Bolminie. Kościół został konsekrowany przez bp. Tomasza Oborskiego w 1617 roku. W świątyni znajduje się obraz Matki Bożej Łaskami Słynącej. 
Funkcję proboszcza od 1998 roku pełni ks. Władysław Janic.

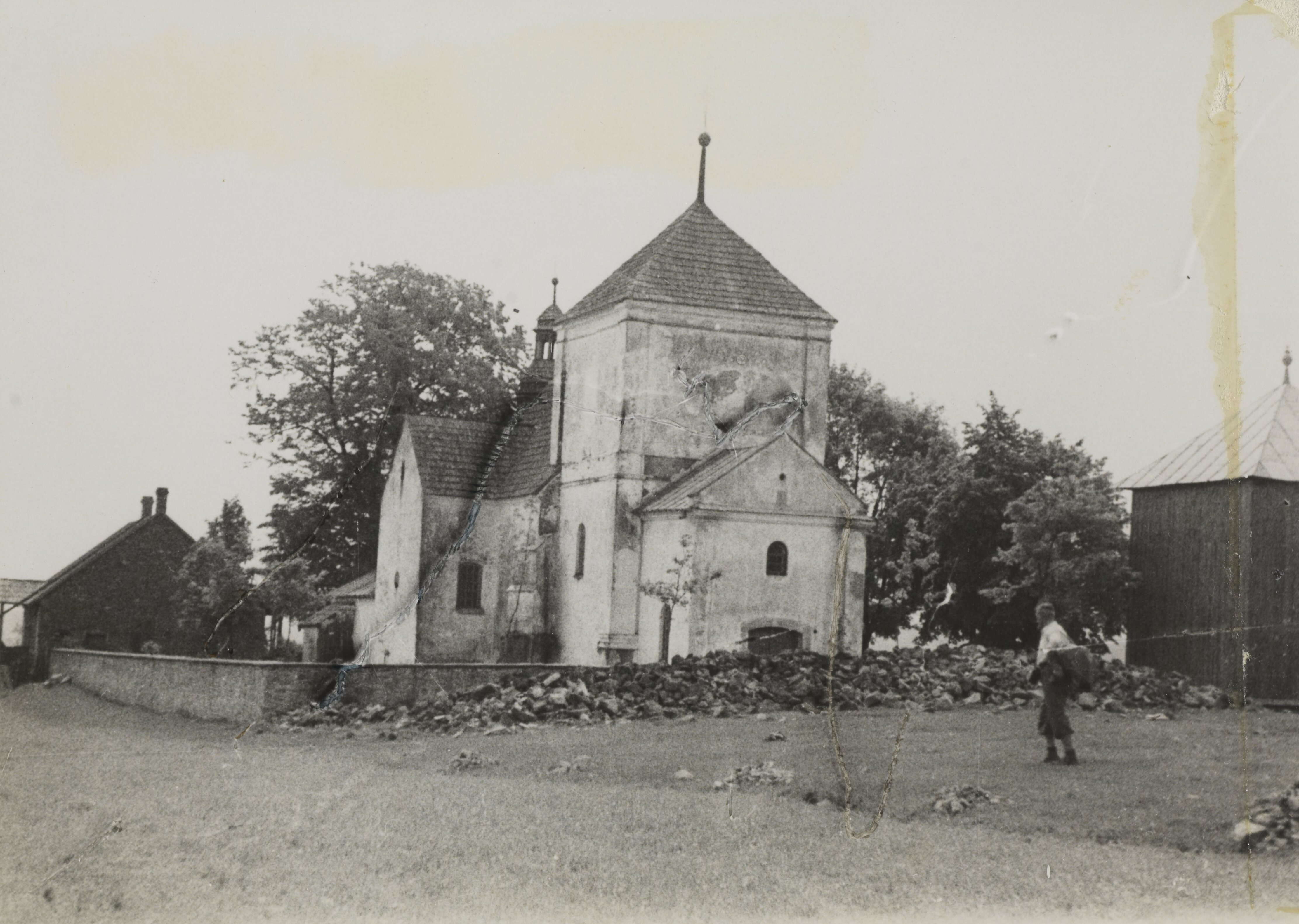
Widok kościoła, 1936
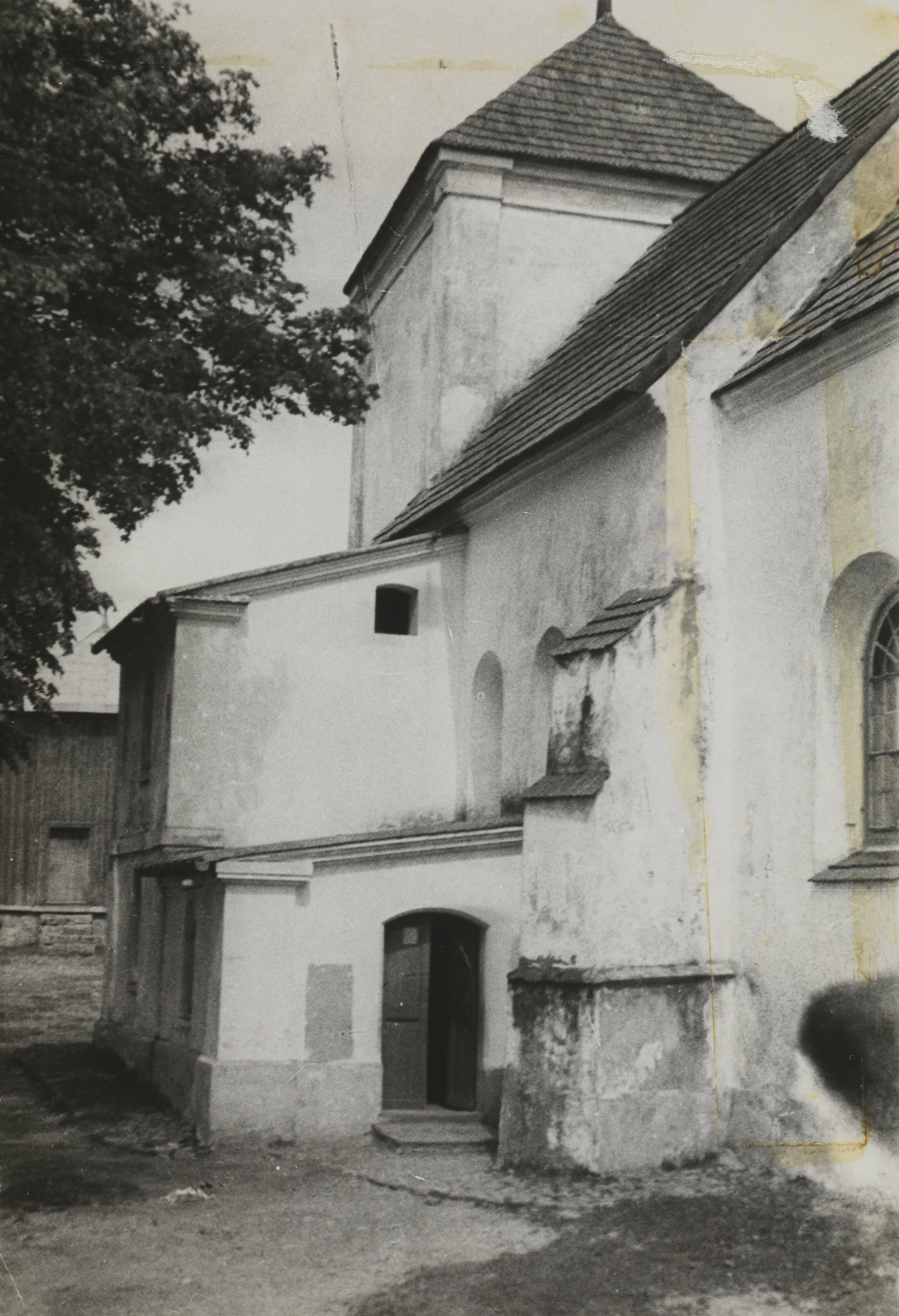
Widok kościoła, 1936